# 1951 في فرنسا
فيما يلي قوائم الأحداث التي وقعت خلال عام 1951 في فرنسا.

## سياسة

### تعيين في المنصب
- 17 يونيو – مارسيل داسو نائب فرنسي.
- 17 يونيو – مارسيل داسو نائب فرنسي.
- 17 يونيو – هوبير ماغا نائب فرنسي.
- 5 يوليو – روبير شومان نائب فرنسي.
- 5 يوليو – فرنسوا ميتران نائب فرنسي.
- 5 يوليو – موريس فيوليت نائب فرنسي.

### انتهاء فترة المنصب
- 4 يوليو – روبير شومان نائب فرنسي.
- 4 يوليو – فرنسوا ميتران نائب فرنسي.
- 4 يوليو – موريس فيوليت نائب فرنسي.

## رياضة
- 1 يناير – سباق باريس روبيه 1951
- 1 يوليو – جائزة فرنسا الكبرى 1951 الفائز لويجي فاجيولي.

## أفلام
من الأفلام التي صدرت هذه السنة في فرنسا:
- 1 يناير – أتول كي من إخراج Léo Joannon [الإنجليزية]‏، جون بيري (ممثل أمريكي).

## مواليد

### يناير
- 1 يناير – ألين جورج لودوك مؤرخ فن فرنسي.
- 1 يناير – كريستين سيمون ممثلة فرنسية.

### فبراير
- 7 فبراير – كريستيان تيسيي
- 23 فبراير – ألييت أرمل

### مايو
- 16 مايو – كريستيان لاكروا
- 25 مايو – فرنسوا بايرو سياسي فرنسي.
- 28 مايو – انياس غودار مصوّرة سينمائية فرنسية.

### يونيو
- 6 يونيو – لوران موراويك كاتب فرنسي.

### يوليو
- 11 يوليو – جاك ميشو درّاج طريق فرنسي.

### أغسطس
- 6 أغسطس – كريستوف دو مارجري
- 15 أغسطس – ديديه أودبين
- 25 أغسطس – رومان جوبيل

### سبتمبر
- 2 سبتمبر – جيرار لو كلارك
- 14 سبتمبر – جان لوك أينودي مؤرخ فرنسي.

### أكتوبر
- 11 أكتوبر – جان جاك غولدمان
- 31 أكتوبر – فرانسوا براتشي لاعب كرة قدم فرنسي.

### نوفمبر
- 1 نوفمبر – فابريس لوشيني ممثل فرنسي.
- 8 نوفمبر – فرنسوا بيتي ممثل فرنسي.

### ديسمبر
- 9 ديسمبر – دومينيك دروبسي لاعب كرة قدم فرنسي.
- 25 ديسمبر – رومين ويندينج مصوّر سينمائي فرنسي.

## وفيات

### يناير
- 1 يناير – برنارد نابون (مواليد 1897) كاتب فرنسي.
- 7 يناير – ريني غينون (مواليد 1886)

### فبراير
- 19 فبراير – أندريه جيد (مواليد 1869)

### مارس
- 30 مارس – رينيه لي فورت (مواليد 1869)

### أبريل
- 23 أبريل – ألان وايت (مواليد 1880) آلان وايت (بالألمانية: Alain Campbell White) (و.

### مايو
- 6 مايو – إيلي كارتن (مواليد 1869) رياضياتي فرنسي.

### يونيو
- 20 يونيو – فرانسوا جورج بيكو (مواليد 1870)

### يوليو
- 23 يوليو – فيليب بيتان (مواليد 1856)

### ديسمبر
- 6 ديسمبر – أندريه جوبيرت (مواليد 1890) لاعب كرة مضرب فرنسي.